# حركة العمال الشباب الرومان

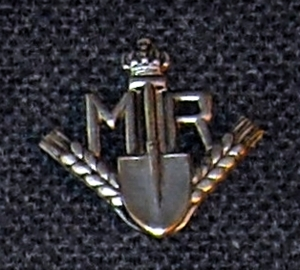
شعار حركة العمال الشباب الرومان (Munca Tineretului Român - MTR) (1942)

حركة العمال الشباب الرومان (Munca Tineretului Roman – MTR) كانت عبارة عن حركة شبه عسكرية في رومانيا خلال الفترة بين 1942 و1944.

## معلومات تاريخية
من خلال أخذ منظمة Reichsarbeitsdienst (خدمة عمل الرايخ) الألمانية كمصدر للإلهام (1934–1945)، حاول النظام السياسي الروماني الحاكم من خلال الجنرال أيون أنتونيسكو تجنب انضمام الشباب الروماني إلى الحرس الحديدي.
وقد كان القانون رقم 425 الصادر في الخامس عشر من مايو عام 1941 يهدف إلى تنظيم عمل العاطلين بشكل إلزامي في العمل المدني (للرومانيين واليهود). وحركة عمل الشباب الرومان، التي كانت تركز على التدريب شبه العسكري للشباب، تهدف إلى إنماء روح العمل الاجتماعي لدى أعضائها، بالإضافة إلى تدريبهم على بناء الإنشاءات المدنية: مثل الجسور والقنوات والأنفاق والكباري والطرق.
وقد كان مقر المنظمة موجودًا في بريزا، في نفس المبنى الذي توجد به المدرسة الثانوية العسكرية اليوم. كما كان مركز القائد ستراخا تاري موجودًا في نفس المكان في الفترة بين 1937 و1940.
وقد كان يقوم بتنظيم المركز الجنرال إميل بالانجيانو والمقدم إيوان ديم ديمانسسكو.
وقد أوقفت المنظمة أنشطتها بعد الثالث والعشرين من أغسطس، عام 1944، عندما غيرت رومانيا من مواقفها من الانضمام إلى قوات المحور إلى قوات الحلفاء.